# Michael Rye
Michael Rye, auch Mike Rye und Rye Billsbury (* 2. März 1918 in Chicago, Illinois; † 21. September 2012), war ein US-amerikanischer Schauspieler und Synchronsprecher.

## Leben
Ab 1951 spielte er in Filmen und Fernsehserien kleinere Nebenrollen. Mehr und mehr war seine Stimme dann in Zeichentrick-TV-Produktionen gefragt. 1970 war er Executive Vice President (EVP) von Film Producers of America, Inc. Rye war unter anderem in der 65 Episoden umfassenden Zeichentrickserie Disneys Gummibärenbande der Sprecher von König Gregor und Herzog Igzorn.